# Paramiana laetabilis
Paramiana laetabilis là một loài bướm đêm trong họ Noctuidae.